# Île Treasure (Ontario)
L'Île Treasure, connue aussi sous le nom Mindemoya est une île du lac Mindemoya, situé dans l'Île Manitoulin, qui elle-même se trouve dans le lac Huron.
C'est la plus grande île située dans un lac situé dans une île située dans un lac.